# کاروانسرای خونسرخ
کاروانسرای خونسرخ مربوط به دوره صفوی است و در بندرعباس، جاده پالایشگاه، روبروی شهرک شهید رجائی واقع شده و این اثر در تاریخ ۳ اسفند ۱۳۷۷ با شمارهٔ ثبت ۲۲۳۲ به‌عنوان یکی از آثار ملی ایران به ثبت رسیده است.